# Кунденок, Александр Николаевич
Александр Николаевич Кунденок (род. 11 ноября 1973 года в Комарово) — советский и украинский футболист, полузащитник, большую часть карьеры провёл в составе симферопольской «Таврии».

## Биография
В детстве Кунденка тренировал отец. Он работал учителем физкультуры, поэтому у мальчика были нормальные условия для занятий. Потом отец отдал его в «Таврию-74», первым тренером Кунденка стал Кудряшов, потом он играл у Портнова. В 1990 году он попал в Училище олимпийского резерва к Шведюку, затем оказался в «Таврии». Молодых игроков постепенно подпускали к основному составу, и так Кунденок начал играть.
Свою первую игру за «Таврию» Кунденок провёл ещё в чемпионате СССР. Команда играла на выезде в Нижнем Новгороде против «Локомотива», и в первом же своём поединке он забил свой дебютный мяч, однако соперник одержал победу со счётом 4:1.
В первом чемпионате Украины Кунденок участвовал только в двух официальных матчах (в Виннице против «Нивы» и в Кременчуге против «Кремня»). На финальном матче против киевского «Динамо» даже не присутствовал, тем не менее «Таврия» победила, став первым чемпионом Украины.
Однако в следующем чемпионате «Таврия» заняла десятое место. Кунденок не играл во втором чемпионате, так как был отдан в аренду в «Титан» из Армянска. Потом был финал кубка Украины, в котором «Таврия» уступила одесскому «Черноморцу» лишь в серии пенальти. В 1994 году в первую команду «Таврии» пришёл брат Александра Кунденка, Геннадий. В сезоне 1994/95 команда неплохо выступала в чемпионате, заняла в итоге пятое место, а в четвертьфинале кубка Украины дважды обыграла киевское «Динамо». В том же сезоне 7 октября Кунденок в домашнем матче против «Вереса» оформил хет-трик, а его команда разгромила соперника со счётом 7:0.
24 сентября 1998 года Кунденок провёл, по его словам, самый памятный матч в карьере. Это была домашняя ничья с киевским «Динамо», за которое тогда выступал Андрей Шевченко. После первого тайма крымчане проигрывали со счётом 0:3, но благодаря хет-трику Алексея Осипова сумели вырвать ничью.
В 2000 году Кунденок перешёл в харьковский «Металлист», потом некоторое время поиграл в «Севастополе», уехал в Узбекистан в наманганский «Навбахор», а закончил свою футбольную карьеру в «Крымтеплице».
После ухода из спорта Кунденок сначала хотел работать в Училище олимпийского резерва, но, посоветовавшись с тренерами «Таврии» Виктором Орловым и Вячеславом Портновым, решил работать в футбольной школе «Таврии». С 2014 года работал детским тренером в клубе ТСК. В марте 2016 года назначен тренером клуба «Беркут Армянск», который выступал в чемпионате Крыма 2015/16, но не смог завершить сезон, так как 12 мая 2016 года был исключен из числа участников первенства по причине неявки команды на два матча из-за финансовых проблем.

## Награды и звания
- Заслуженный работник физической культуры и спорта Автономной Республики Крым (26 июня 2012) — За значительный личный вклад в развитие профессионального и любительского футбола, активную работу по воспитанию подрастающего поколения, популяризацию здорового образа жизни и в связи с 20-летием со дня образования Федерации футбола Украины[7]